# Repülőbaleset a Pirelli-toronyháznál
A Pirelli-toronyháznál történt repülőbaleset 2002. április 8-án volt: egy kisrepülőgép belecsapódott a milánói felhőkarcolóba.
Az egymotoros, légcsavaros Rockwell Commander 112 TC, amelyet egy 68 éves svájci férfi vezetett, 2002. április 8-án 17.48 órakor, a 26. emeletnél szállt bele Milánó legmagasabb, 32 szintes épületébe, 18 perccel azután, hogy felszállt. A becsapódásban meghalt a pilóta és két ember az irodaházban, amelyben Lombardia kormányzata székelt, több tucat embert pedig különböző sérülések miatt kellett ellátni. A felhőkarcolóban tűz ütött ki.
A gépet a svájci Pregassonában lakó Luigi Gino Fasulo vezette. A gép Locarnóból szállt fel, majd engedélyt kért a leszállásra futóműhiba miatt a Milánó-Linatei repülőtértől. A légikikötő megközelítése közben a pilóta rossz irányba fordult, és így került a Pirelli-toronyház közelébe.
Mivel az esemény nagyjából fél évvel a 2001. szeptember 11-ei terrortámadások után történt, komoly aggodalmat okozott. A nyomozás azonban nem tárt fel semmilyen esetleges kapcsolatot a két eset között. A baleset oka máig tisztázatlan.

## Külső média
- Felvétel a baleset következményéről a YouTube-on